# Chaunus rumbolli
Chaunus rumbolli là một loài cóc trong họ Bufonidae.
Nó được tìm thấy ở Argentina và có thể Bolivia.
Các môi trường sống tự nhiên của chúng là các khu rừng ôn hòa và sông. Loài này đang bị đe dọa do mất nơi sống.